# Kandrše, Litija
Kandrše so naselje v Občini Litija. V tej občini se nahaja le del naselja, namreč 4 hišne številke. Drugi del pa leži v občini Zagorje ob Savi.